# Antônio Carlos Barcellos
Antônio Carlos Barcellos (Campos dos Goytacazes, 17 de junho de 1908) foi um ministro brasileiro.
Foi ministro interino da Fazenda, de 19 de setembro a 29 de novembro de 1960, no governo Juscelino Kubitschek.